# Young Hot Rod
Rodney Toole, beter bekend als Young Hot Rod is een Amerikaanse rapper, afkomstig uit Sacramento, VS. Hij staat getekend onder 50 Cent's G-Unit Records sinds 2006.

## Biografie
De doorbraak van Young Hot Rod kwam toen een demo van zijn muziek naar het G-Unit kantoor werd gestuurd. 50 Cent was meteen onder de indruk. Hij zei dat de stijl van Hot Rod erg leek op de zijne, met veel refreinen en een muzikaal aanbod. Het enige verschil is dat Hot Rod geen geweld en agressiviteit in zijn lyrics heeft, waar 50 Cent juist bekend om staat. 50 bood Hot Rod een contract aan in 2006 en ging meteen met hem aan de slag voor zijn debuutalbum. Na enkele weken, waarin 50 Cent alle mogelijke producers had geregeld, zou het album, genaamd "Fast Lane", zijn afgerond. De plaat werd echter uitgesteld en moest eerst ruimte maken voor "Curtis" van 50 Cent en "Terminate On Sight" van G-Unit. Beide albums werden echter uitgesteld, en aangezien Shoot To Kill nog niet is uitgekomen is het waarschijnlijk dat het album nog een tijd moet wachten. Op dit moment staat Fast Lane gepland voor 2008.

## Discografie

### Albums
- 2008: "Fast Lane"

### Singles
- "Be Easy" (ft. Mary J. Blige)
- "Rock To It" (ft. 50 Cent)
- "Chase The Cat" (ft. 50 Cent)
- "Bump My Shit"
- "I Like To Fuck"